# Hugo Theorell
Axel Hugo Theodor Theorell (ur. 6 lipca 1903, zm. 15 sierpnia 1982) – szwedzki naukowiec, laureat Nagrody Nobla w dziedzinie fizjologii i medycyny w 1955 roku. Nagrodę otrzymał za osiągnięcia w badaniu budowy i mechanizmów działania enzymów oksydacyjnych. Badania jego doprowadziły do wykrystalizowania mitoglobiny. Udowodnił, że niektóre enzymy zawierają białko (apoenzym) związane odwracalnie z koenzymem. Zajmował się również badaniami nad cytochromem c i dehydrogenazą alkoholową. Jego kariera zawodowa była związana z firmą AstraZeneca (dawniej Astra). Zajmował tam stanowisko konsultanta w badaniach dotyczących leków przeciwko gruźlicy.
W 1959 r. został członkiem zagranicznym PAN.